# Tyler Farrar
Tyler Farrar (ur. 2 czerwca 1984 w Wenatchee) – amerykański kolarz szosowy, były zawodnik profesjonalnej grupy Dimension Data. Specjalizował się w sprintach. W 2017 roku zakończył sportową karierę, następnie został strażakiem.

## Najważniejsze osiągnięcia
2004
- 1. miejsce na 7. etapie Tour de l’Avenir

2005
- 1. miejsce w mistrzostwach USA (kryterium)
- 1. miejsce na 2. etapie Tour de l’Avenir

2009
- 1. miejsce w Circuit Franco-Belge
  - 1. miejsce na 1. i 2. etapie
- 1. miejsce na 3. etapie Tirreno-Adriático
- 1. miejsce w Delta Tour Zeeland
- 1. miejsce w Vattenfall Cyclassics
- 1. miejsce na 1., 2. i 4. etapie Eneco Tour
- 1. miejsce na 11. etapie Vuelta a España

2010
- 1. miejsce w Vattenfall Cyclassics
- 1. miejsce w Grote Scheldeprijs
- 1. miejsce na 2. i 10. etapie Giro d’Italia
- 1. miejsce na 3. etapie Driedaagse van De Panne-Koksijde
- 1. miejsce w Delta Tour Zeeland
- 2. miejsce w Grand Prix Ouest France-Plouay
- 1. miejsce na 5. i 21. etapie Vuelta a España

2011
- 1. miejsce na 2. etapie Tirreno-Adriático
- 1. miejsce na 2. (drużyna) i 3. etapie Tour de France
- 1. miejsce na 2. etapie Ster ZLM Toer
- 3. miejsce w Gandawa-Wevelgem

2012
- 1. miejsce na 1. i 5. etapie USA Pro Cycling Challenge
- 2. miejsce w Scheldeprijs
- 2. miejsce w Tour of Qatar

2013
- 1. miejsce na 4. etapie Tour of California

2014
- 2. miejsce w Scheldeprijs
- 4. miejsce w Vattenfall Cyclassics
- 1. miejsce na 3. etapie Tour of Beijing